# Jermaine Fowler
Jermaine Fowler, född 16 maj 1988 i Washington, är en amerikansk skådespelare.
Fowler har bland annat medverkat i TV-serierna All that från 2019 och Moon Girl och Devil Dinosaur från 2023. Han har även medverkat i filmerna Judas and the Black Messiah från 2021 och The Blackening från 2022 .

## Filmografi (i urval)
- 2019: All that
- 2021: Judas and the Black Messiah
- 2022: The Blackening
- 2023: Moon Girl och Devil Dinosaur
- 2023: Retreat
- 2024 – Ricky Stanicky